# 五彩石工作室
五彩石工作室，是腾讯游戏旗下的游戏工作室。该工作室由北京、上海、成都、深圳四个研发中心组成，主要负责版权产品手游的开发与运营，其运营游戏包括手游版《复仇者联盟》、卡牌手游《仙剑奇侠传》、手机MMO《仙剑奇侠传》、《部落守卫战》、《傲世西游》等。
2014年，腾讯互娱自研游戏组织体系进行调整，撤销五彩石工作室，相关职责和人员并入天美工作室群、魔方工作室群和北极光工作室群。